# Speed Drive
Speed Drive è un singolo della cantante britannica Charli XCX, pubblicato il 30 giugno 2023 come terzo estratto dalla colonna sonora del film del 2023 Barbie.

## Antefatti e composizione
Charli XCX è stata una delle prime artiste coinvolte nel progetto da Mark Ronson, il produttore della colonna sonora del film. In un post su Instagram del 22 giugno 2023, Charli XCX ha condiviso una riflessione sul significato della canzone poiché «ho sempre amato l'evasione» fornita dalle sue bambole Barbie e che è stata «una sorta di momento di chiusura del cerchio essere parte di questa colonna sonora e di questo film. Ronson ha parlato della scelta di lavorare Charki XCX e l'approccio alla canzone:
Speed Drive contiene un'interpolazione di Mickey, scritta da Mike Chapman e Nicholas Chinn, ed eseguita da Toni Basil, e un'interpolazione di Cobrastyle, scritta da Klas Åhlund, Joakim Åhlund, Patrick Arve, Ewart Brown, Fabian Torsson, Troy Rami, Paul Rota, David Parker e Sylvia Robinson, ed eseguita da Robyn.

## Accoglienza
Riguardo alla canzone, Alex Gonzalez di Uproxx ha scritto: «In Speed Drive, Charli attinge alla sua energia rosa e scintillante, regalando all'universo di Barbie il bop del secolo». Liberty Dunworth di NME ha riportato che il singolo «può essere breve, con meno di due minuti di durata, ma riesce comunque a fare centro come una delle canzoni più energiche della colonna sonora».
Steffanee Wang di Nylon ha scritto che Speed Drive suona come una «frenesia iperpop» e risulta essere «uno dei punti salienti dell'album». Anche Cat Zhang di Pitchfork ha definito il brano il «punto di forza» dell'album, divenendo il «più intelligente del resto delle selezioni di Barbie».

## Video musicale
Il video musicale ufficiale del brano è stato pubblicato il 16 agosto 2023 sul canale YouTube ufficiale della cantante. Il video è stato diretto da Ramez Silyan e presenta due cameo di Sam Smith e Devon Lee Carlson.

## Tracce
Testi di Charlotte Aitchison, David James Parker, Easyfun, Ewart Everton Brown, Fabian Peter Torsson, Joakim Frans Åhlund, Klas Frans Åhlund, Michael Chapman, Nicholas Chinn. Patrik Knut Arve. Sylvia Robinson e Troy Rami, musiche di Easyfun.
1. Speed Drive – 1:57

## Formazione
Crediti adattati dalle note di copertina di Barbie The Album.
- Charli XCX – voce
- Easyfun – produzione
- Manny Marroquin – missaggio
- Randy Merrill – mastering

## Successo commerciale
Il brano ha raggiunto la nona posizione della Official Singles Chart in Regno Unito, diventando il sesto brano della cantante ad apparire tra le prime dieci posizioni della classifica e il primo come artista principale da Doing It nel 2015. Negli Stati Uniti, la canzone è diventata la prima della cantante a esordine nella Billboard Hot 100 da Break the Rules del 2014, diventando il quinto brano della cantante a posizionarsi nella classifica.

## Classifiche
| Classifica (2023) | Posizione massima |
| ----------------- | ----------------- |
| Australia         | 22                |
| Austria           | 47                |
| Canada            | 44                |
| Germania          | 82                |
| Irlanda           | 7                 |
| Nuova Zelanda     | 22                |
| Paesi Bassi       | 9                 |
| Polonia           | 39                |
| Regno Unito       | 9                 |
| Repubblica Ceca   | 37                |
| Slovacchia        | 61                |
| Stati Uniti       | 73                |
| Svizzera          | 89                |